# 64070 NEAT
أن إي أي تي (ويعرف أيضًا باسم 64070 أن إي أي تي وفق تسمية الكوكب الصغير) (بالإنجليزية: NEAT)‏ هو كويكب ضمن حزام الكويكبات؛ وترتيبه 64070 من حيث الاكتشاف.
اكتُشف هذا الجُرم الفلكي بواسطة Paulo R. Holvorcem ‏ في 24 سبتمبر 2001.

## وصلات خارجية
- 64070 NEAT في قاعدة بيانات مختبر الدفع النفاث لأجرام النظام الشمسي الصغيرة

- الاكتشاف · مخطط المدار ·  العناصر المدارية · المعلمات المادية

- 64070 NEAT على موقع ويكي سكاي: DSS2, SDSS, GALEX, IRAS, Hydrogen α, X-Ray, Astrophoto, Sky Map, Articles and images